# 日如
日如（にちにょ、1935年〈昭和10年〉2月26日 - ）は、日本の仏教僧侶、日蓮正宗総本山大石寺第68世法主(管長)。妙恵阿闍梨。常聡院。道号は義寛。56世日應は曽祖父にあたる。
早瀬姓、姓名：早瀬 日如（はやせ にちにょ）。

## 経歴
- 1935年（昭和10年）2月26日、東京都で誕生。
- 1943年（昭和18年）4月、実父の早瀬日慈を師範として出家得度。道号（能化補任前の通名）は「義寛（ぎかん）」。
- 早瀬義寛(日如) 立正大学卒業
- 1959年（昭和34年）、教師に補任される。
- 1960年（昭和35年）、新説免許。
- 1963年（昭和38年）12月、東京・妙國寺住職に就任。
- 1972年（昭和47年）3月、東京・大願寺住職に就任。
- その間、宗会議員、東京第二布教区宗務支院長等を歴任。
- 1982年（昭和57年）8月、宗務院庶務部長に就任。以後、8期務める。その間、富士学林教授、同理事、法華講本部指導教師を歴任。
- 1992年（平成4年）11月、東京・大願寺住職を退任し池袋・法道院主管代務者となる。
- 下記によると宗教機関紙が日如の暗殺計画関与疑惑を報道したようである。(以下、参考)
- https://blog.goo.ne.jp/atuwarayuusi/e/d3d1c2c11a4db283195935a2873fd429
- 1993年（平成5年）6月20日、父親の早瀬日慈が83歳で遷化。法道院主管に就任。
- 2000年（平成12年）3月、能化に補任され、「常聡院日如」と名乗る。[1]
- 2005年（平成17年）
  - 3月、藤本日潤の総監辞任に伴い総監に就任。
  - 12月1日、学頭に補任され、日顕の隠居に伴い、16日に総本山第68世法主として登座[2]、日蓮正宗管長、大石寺住職に就任。
- 2007年（平成19年）から翌年にかけて大石寺塔中坊のうち18ヶ坊を改築。
- 2009年（平成21年）7月16日、立正安国論正義顕揚750年記念大法要を執行。同月26日に記念75000名大結集総会を開催。

この際、2015年（平成27年）2月8日までに信徒数150％増、2021年（令和3年）2月16日までに80万名体勢を構築すべき目標を発表した。
- 2011年（平成23年）3月15日、大石寺塔中常来坊を移転新築。
- 2015年（平成27年）3月7日・8日第二祖日興上人御生誕770年奉祝大法要を奉修。
- 2021年（令和3年） 2月15日･16日　宗祖日蓮大聖人御聖誕八百年慶祝大法要を奉修。